# Karl Friedrich Sick

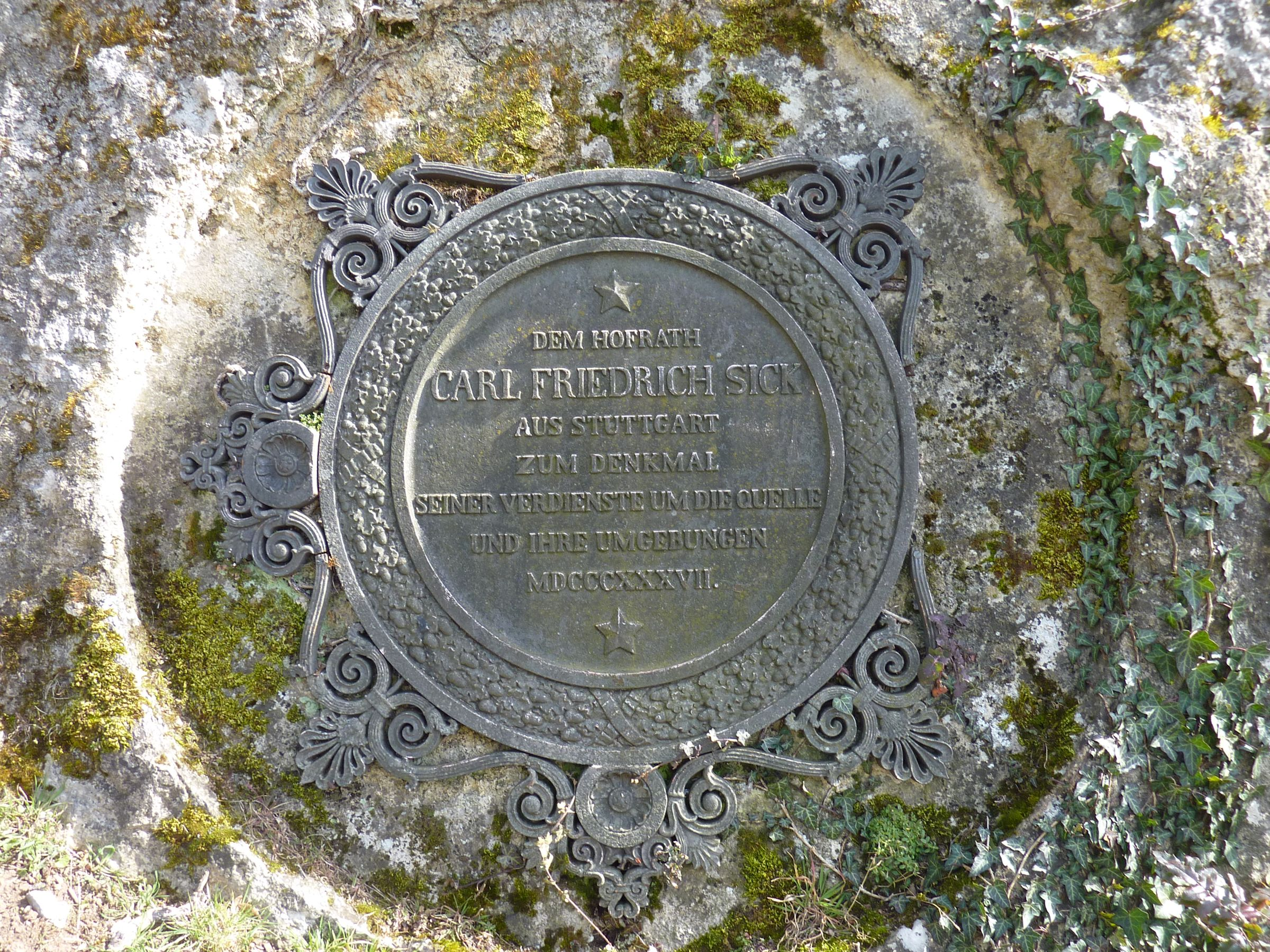
Denkmal für Karl Friedrich Sick im Kurpark in Bad Cannstatt

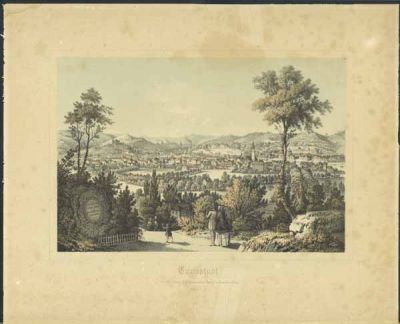
Blick über Cannstatt um 1840, links im Vordergrund das Sick-Denkmal

Karl Friedrich Sick (auch: Carl Friedrich Sick, * 21. Mai 1780; † 6. Juni 1837 in Stuttgart) war ein königlich württembergischer Ökonomierat und Hofrat. Er machte sich um die Gestaltung des Cannstatter Kurparks verdient und wurde deswegen im Jahr 1818 Ehrenbürger der Stadt.

## Leben
Karl Friedrich Sick war ein Sohn des Hofkammerrates Johann Daniel Sick. 1824 kaufte er das Gut Roseck, das vorher Staatsdomäne gewesen war. Sick machte laut Eberhard Emil von Georgii-Georgenau aus der „unfruchtbaren Haide [...] eines der schönsten und fruchtbarsten Güter“ und kümmerte sich auch um die verfallenden Schlossgüter. Allerdings soll das Gut bereits 1826 in den Besitz des reichen Rudolf Bernus übergegangen sein.
Sick ließ sich insbesondere die Veredelung des Bodens und der landwirtschaftlichen Erzeugnisse angelegen sein. Ein Denkmal wurde ihm aber gesetzt, weil er sich um die Gestaltung der Anlagen am Sulzerrain in Cannstatt verdient machte. Es befindet sich im Bad Cannstatter Kurpark oberhalb des Kursaals.
Sick heiratete am 24. Januar 1804 in Magstadt Ernestine Jakobina Dörtenbach aus Calw. Aus der Ehe gingen zwischen 1805 und 1821 sechs Kinder hervor, unter anderem der 1820 geborene Sohn, der spätere Finanzrat Paul von Sick. Carl Friedrich Sick wurde auf dem Stuttgarter Hoppenlaufriedhof begraben.